# Bernt Öhrström
Bernt Olof "Gobben" Öhrström, född 5 juni 1912 i Norrköping, död 12 juni 1990 i Kvillinge församling, var en svensk fotbollsspelare.
Öhrström representerade IK Sleipner, och spelade för klubben i Allsvenskan 1934/1935–1940/1941. Han var med när Sleipner tog sitt enda SM-guld 1938. Sammanlagt gjorde han 139 allsvenska matcher (1 mål) för klubben.